# Johann Nikolaus Nebel
Johann Nikolaus Nebel (* 6. Dezember 1752 in Koblenz; † 4. November 1828 ebenda) war von 1804 bis 1808 Maire von Koblenz.
Er war der Sohn des Bäckermeisters Bernhard Nebel und hatte ein Kurzwarengeschäft im Koblenzer Entenpfuhl. Er war bereits zu Zeiten des Kurfürsten Mitglied des Stadtrats und wurde am 11. November 1804 von Napoleon zum Maire ernannt. Der französische Präfekt Adrien de Lezay-Marnésia beantragte zwar im Dezember 1806 seine Entlassung wegen Unfähigkeit, aber Nebel blieb dennoch bis 1808 im Amt. In seiner Amtszeit setzte er sich für die Gründung des Musik-Instituts und der Casino-Gesellschaft ein.
Seine Tochter Barbara Ludovika heiratete 1801 den Weinhändler Johann Friedrich Deinhard, sein Sohn Ferdinand Nebel wurde Architekt.